# اشتاتس
اشتاتس (به آلمانی: Staats) یک منطقهٔ مسکونی در آلمان است که در اشتندل واقع شده‌است. اشتاتس ۲۸۰ نفر جمعیت دارد.